# 彼得·泰爾
彼得·安德烈亚斯·泰爾（英語：Peter Andreas Thiel，1967年10月11日—，中国大陆通常译作“彼得·蒂尔”），生於西德法蘭克福，擁有美國國籍，企業家與創業投資人、政治活動家，對沖基金管理者與西洋棋棋手。為網路貨幣PayPal的共同創建者之一，曾任執行長。他亦是Palantir的共同創建者、對沖基金公司Clarium Capital的總裁。泰爾是一名男同性戀。
截至2025年8月，泰爾的淨資產估計為251億美元，在彭博億萬富翁指數（Bloomberg Billionaires Index）中排名第87。

## 生平
彼得·泰爾的父親，克勞斯·泰爾（Klaus Thiel），是一名化學工程師，其母蘇珊娜·泰爾（Susanne Thiel）。彼得·泰爾有個兄弟，帕特里克·泰爾（Patrick Thiel）。彼得·泰爾在德國法蘭克福出生，在幼年時，其全家搬到美國加州福斯特城（Foster City），他在此長大。彼得·泰爾是位西洋棋手，獲得美國西洋棋大師（Chess Master）資格，最高的排名為全國第21名。
大學就讀史丹佛大學，主修20世紀哲學。1989年取得學士學位，進入史丹佛法學院，1992年取得法學博士。
1998年，參與創建網路貨幣PayPal。

## 職業

### PayPal
1998年，以聯合創辦人身分創建了網路貨幣PayPal，最初是為了擺脫政府對貨幣的壟斷，因而創造了只要有網路就可以取得、更方便且更安全的貨幣。2002年成功上市，之後被eBay以15億美元收購。

### Palantir
2003年5月，彼得·泰爾成立了Palantir Technologies，這是一家以托爾金小說中的魔法神器命名的大數據分析公司。泰爾表示，該公司的創意源於這樣一個理念：“PayPal用於打擊詐欺的方法可以擴展到其他領域，例如打擊恐怖主義。”蒂爾也提到，9·11襲擊事件後，美國國內的辯論集中在「我們是透過減少隱私來獲得更多安全，還是透過保護隱私來承擔更高的風險？」他設想Palantir可以為政府情報機構提供一種最大限度非侵入性且可追蹤的資料探勘服務。

### Facebook
2004年，彼得·泰爾借了50萬給了一位哈佛學生進行創業，拿了將近10.2%的股份，此公司也就是之後熟知的Facebook。這筆資金成為了Facebook第一個外圍資金，也象徵了彼得·泰爾獨到的投資眼光。

## 投資
2018年7月，創辦EOS.IO區塊鏈平台的Block One公司宣佈完成了战略融资，由比特大陆及风险投资人彼得·泰爾领投。比特大陸的創辦人吳忌寒對EOS的評價為「它的可伸缩性和相关表现可以满足高要求的应用程序，并为主流的区块链技术实践落地提供支持」，但彼得·泰爾並未就此項投资作出回應。

## 書籍

### 多元神話
1995年，独立研究所（Independent Institute）出版了《多元神话：斯坦福大学的多元文化主义与不宽容政治》（The Diversity Myth: Multiculturalism and the Politics of Intolerance at Stanford），由彼得·泰尔与科技企业家大卫·O·萨克斯合著，并由已故埃默里大学历史学家伊丽莎白·福克斯（Elizabeth Fox）作序。  
该书批评高等教育中的政治正确性和多元文化主义，认为这些趋势削弱了学术严谨性。书中的观点招致时任斯坦福大学教务长康多莉扎·赖斯及校长格哈德·卡斯珀（Gerhard Casper）的批评，称其为“对我们新生课程的漫画式描述”和“纯粹的煽动性言论”。 
2016年，泰尔为书中两句争议性言论公开道歉，称“这些麻木不仁、粗鲁的陈述是我希望从未写过的”，并对自己的言辞表达了遗憾。

### 從0到1
由彼得·泰爾與布萊克·馬斯特（Blake Masters）共同整理彼得·泰爾在史丹佛大學開設的創業課程筆記，出版了新書《從0到1：開啟世界運作的未知秘密，在意想不到之處發現價值》。

### 泰坦工具
蒂爾在蒂姆·費里斯（Tim Ferriss）的自助書《泰坦工具：億萬富翁、偶像與世界級表演者的策略、慣例和習慣》（Tools of Titans: The Tactics, Routines, and Habits of Billionaires, Icons, and World-Class Performers ）中撰寫了一章，分享了自己的建議。

## 外部連結
- 彼得·泰爾的X（前Twitter）